# St. Martin (Segnitz)

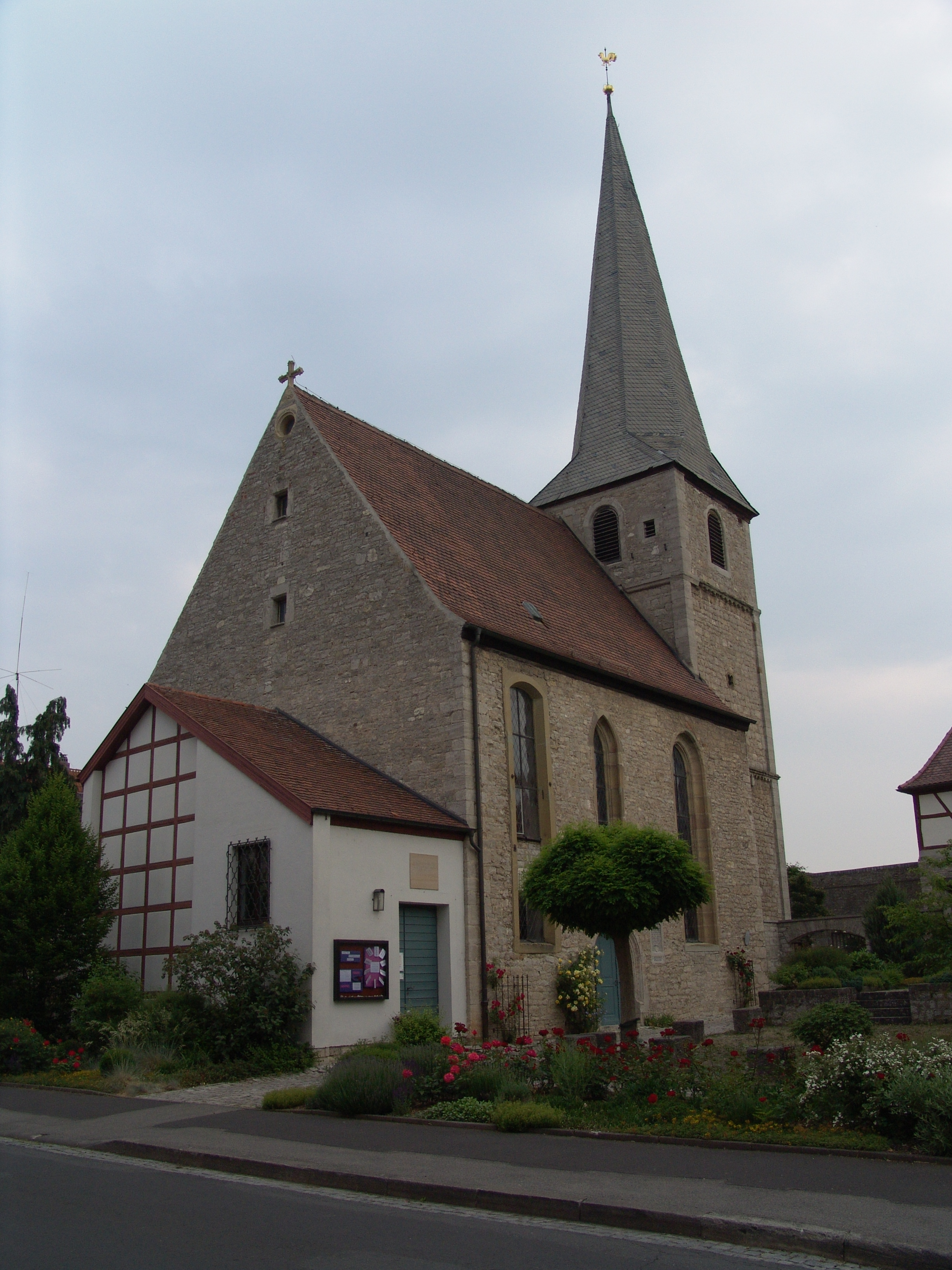
Die Kirche in Segnitz

Die Kirche St. Martin im unterfränkischen Segnitz ist das Gotteshaus für die evangelisch-lutherische Gemeinde. Sie liegt an der Brückengasse inmitten des Ortes. Die Kirche ist heute Teil des Evangelisch-Lutherischen Dekanats Kitzingen.

## Geschichte
Das Dorf Segnitz wurde bereits im Jahr 1142 in den Quellen erwähnt. Dass zu diesem Zeitpunkt ein Gotteshaus im Ort bestand, ist jedoch unwahrscheinlich. Erst um das Jahr 1250 fand eine kleine Kapelle, die dem heiligen Martin geweiht war, Erwähnung. Dieses erste Gotteshaus stand an der Stelle der heutigen Kirche. Auf diese Kapelle geht auch das Untergeschoss des heutigen Turmes zurück. Die Kapelle war Teil der Pfarrei Frickenhausen.
In einer Urkunde vom 31. Oktober 1448 wurde die Kirche zur Pfarrkirche erhoben, der Würzburger Bischof Gottfried IV. Schenk von Limpurg stiftete die Ernennung zur Pfarrei. Im Jahr 1525 wechselte dann die Dorfherrschaft vom katholischen Kloster Auhausen zu den Markgrafen von Ansbach. Im Zuge dieses Wechsels kamen auch die Ideen der Reformation in das Dorf. Bis ins Jahr 1601 war Segnitz vollständig lutherisch geworden.
Im Jahr 1620 errichtete Hans Keesebrod das Langhaus der Kirche neu, 1690 folgte das sogenannte Salettchen, ein Turm der Kirchenburg. Im Zuge eines Mainhochwassers im Jahr 1784 erneuerte man die Ausstattung der Kirche. 1908 folgte die Öffnung des zugebauten Chores, bis zu diesem Zeitpunkt hatte das Turmuntergeschoss als Chor gedient.

## Architektur
Die Kirche präsentiert sich als kleiner Saalbau. Die Kirche ist geostet und wurde als Chorturmkirche errichtet, mittlerweile jedoch wird der Turm lediglich als Taufkapelle verwendet. Sie besteht außen aus unverputztem Kalkstein. St. Martin besitzt einen dreigeschossigen, massiven Turm, der mit einem Spitzhelm abschließt. Das hohe Langhaus wird auf beiden Seiten von jeweils drei Rundbogenfenstern durchlichtet, es schließt mit einem Satteldach ab.

## Ausstattung

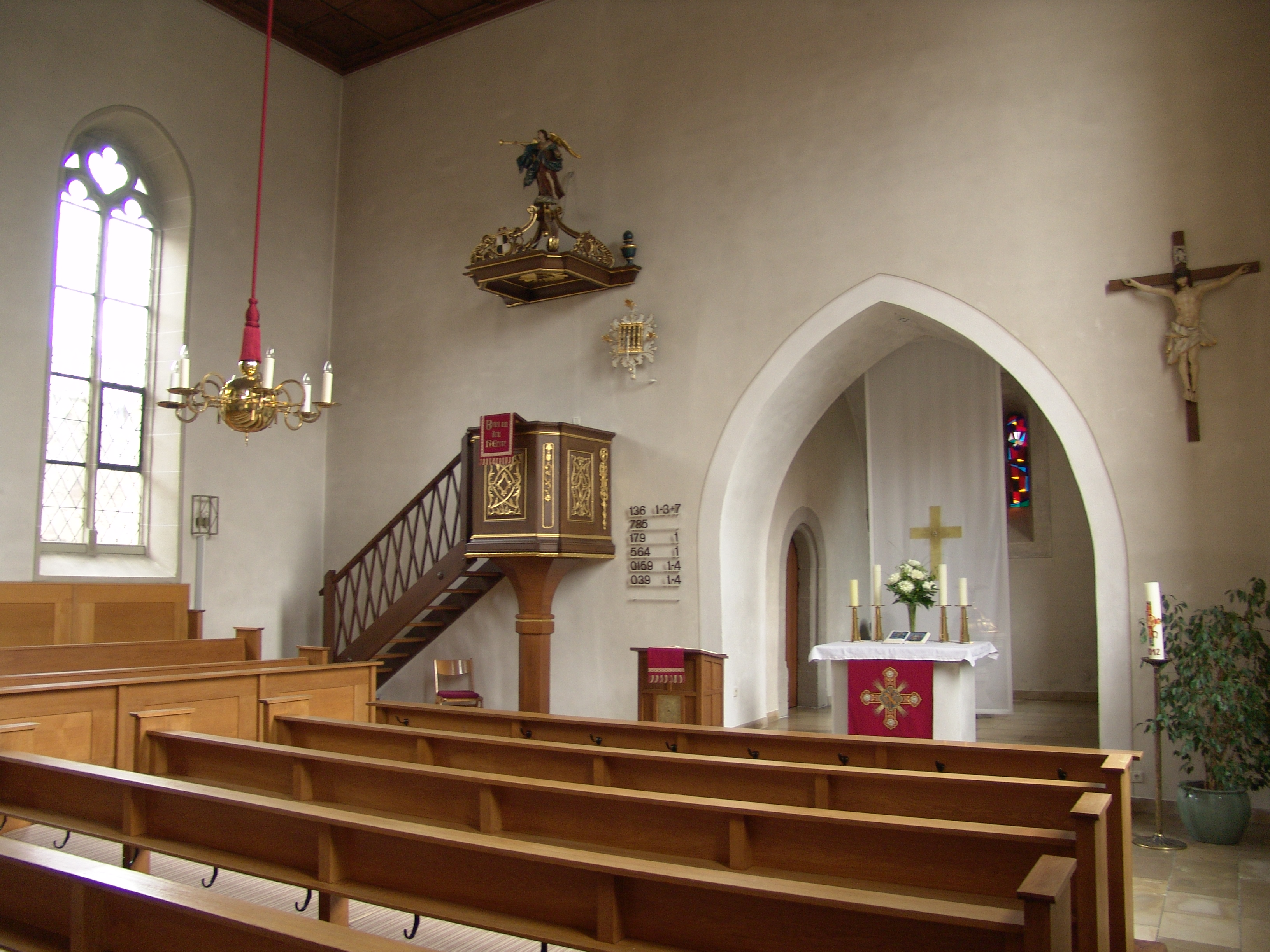
Der Chor und die Kanzel

### Glocken
Im Turm befindet sich ein dreistimmiges Geläut, wovon die größte Glocke aus dem Jahr 1509 stammt und ein Werk des damaligen Würzburger Glockengießers Hans Neuber ist. Die beiden kleineren Glocken wurden 1951 von Karl Czudnochowsky in Erding gegossen.
| Nummer | Name                          | Gussjahr | Gießer                     | Grundton | Gewicht in Kilogramm |
| ------ | ----------------------------- | -------- | -------------------------- | -------- | -------------------- |
| 1      | Christus- oder Totenglocke    | 1509     | Hans Neuber, Würzburg      | e‘       | ca. 1300             |
| 2      | Vaterunser- oder Gebetsglocke | 1951     | Karl Czudnochowsky, Erding | gis‘     | ca. 550              |
| 3      | Taufglocke                    | 1951     | Karl Czudnochowsky, Erding | h‘       | ca. 300              |

### Weitere Ausstattung
Die Ausstattung entspricht der einer typischen evangelischen Landkirche: Die ursprünglichen Ausstattungsgegenstände wurden durch einige, wenige ersetzt, die den Raum nüchtern wirken lassen. Im Chor befindet sich ein einfacher steinerner Altartisch, der im Zuge des Umbaus von 1908 in die Kirche kam. Von 1908 ist auch der Taufstein, der jedoch das Original des Jahres 1496 nachbildet. Der alte Taufstein wurde 1611 von Hans Keesebrod restauriert.
Neben dem Chorbogen findet sich die Kanzel. Sie entstammt der Zeit des Barock und wurde mit dem Wappen der Markgrafen von Ansbach, den damaligen Grundherren, verziert. Der Schalldeckel weist außerdem einen Posaunenengel auf. Die Holzempore im Westen, mit zwei Atlanten verziert, trägt die Orgel, die aus dem Jahr 1669 stammt. Der eindrucksvolle Prospekt ist in fünf Rundtürme gegliedert und besitzt zwei vollplastische Figuren.

## Kirchenburg

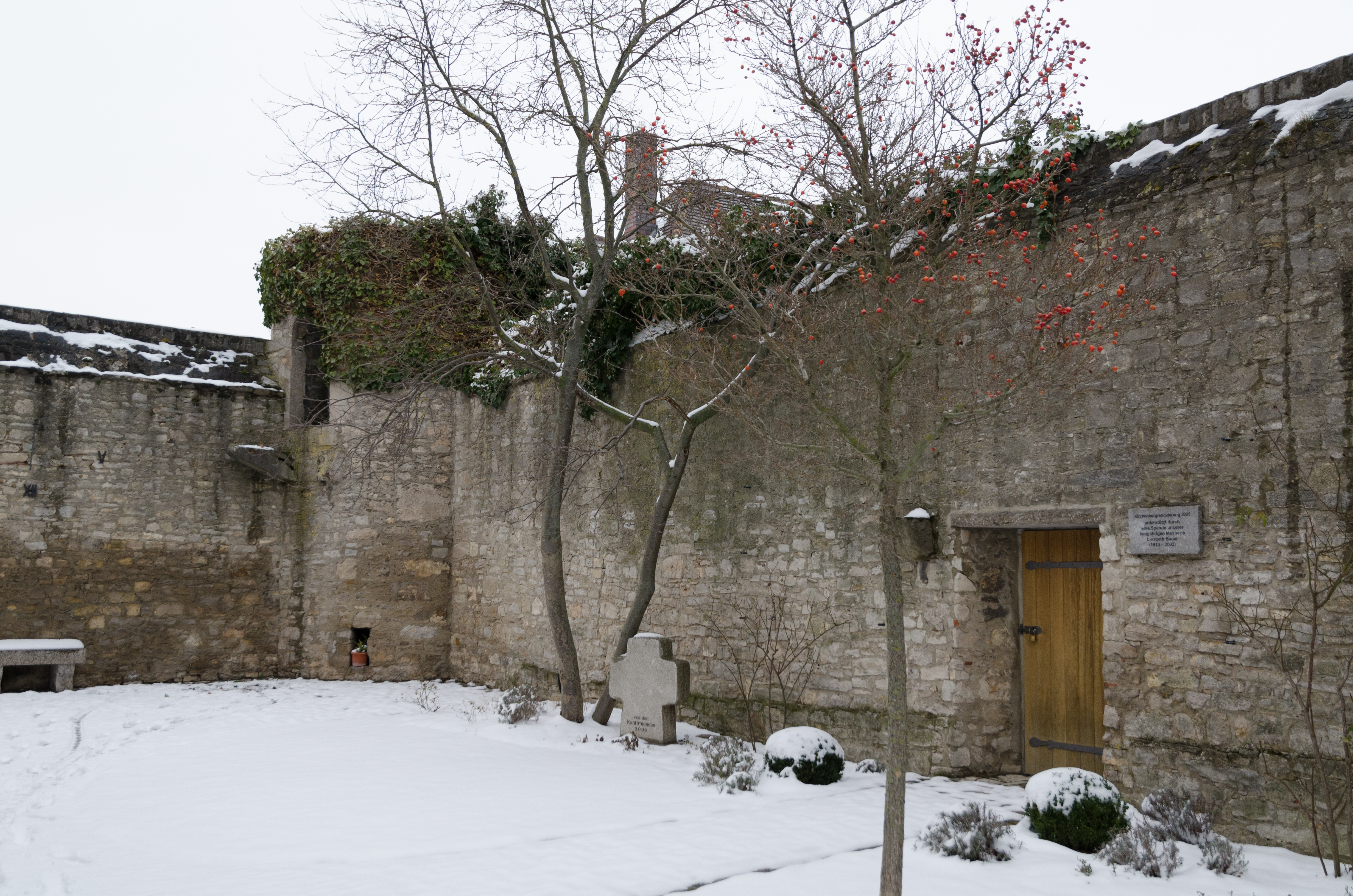
Mauer und Rundturm der Kirchenburg

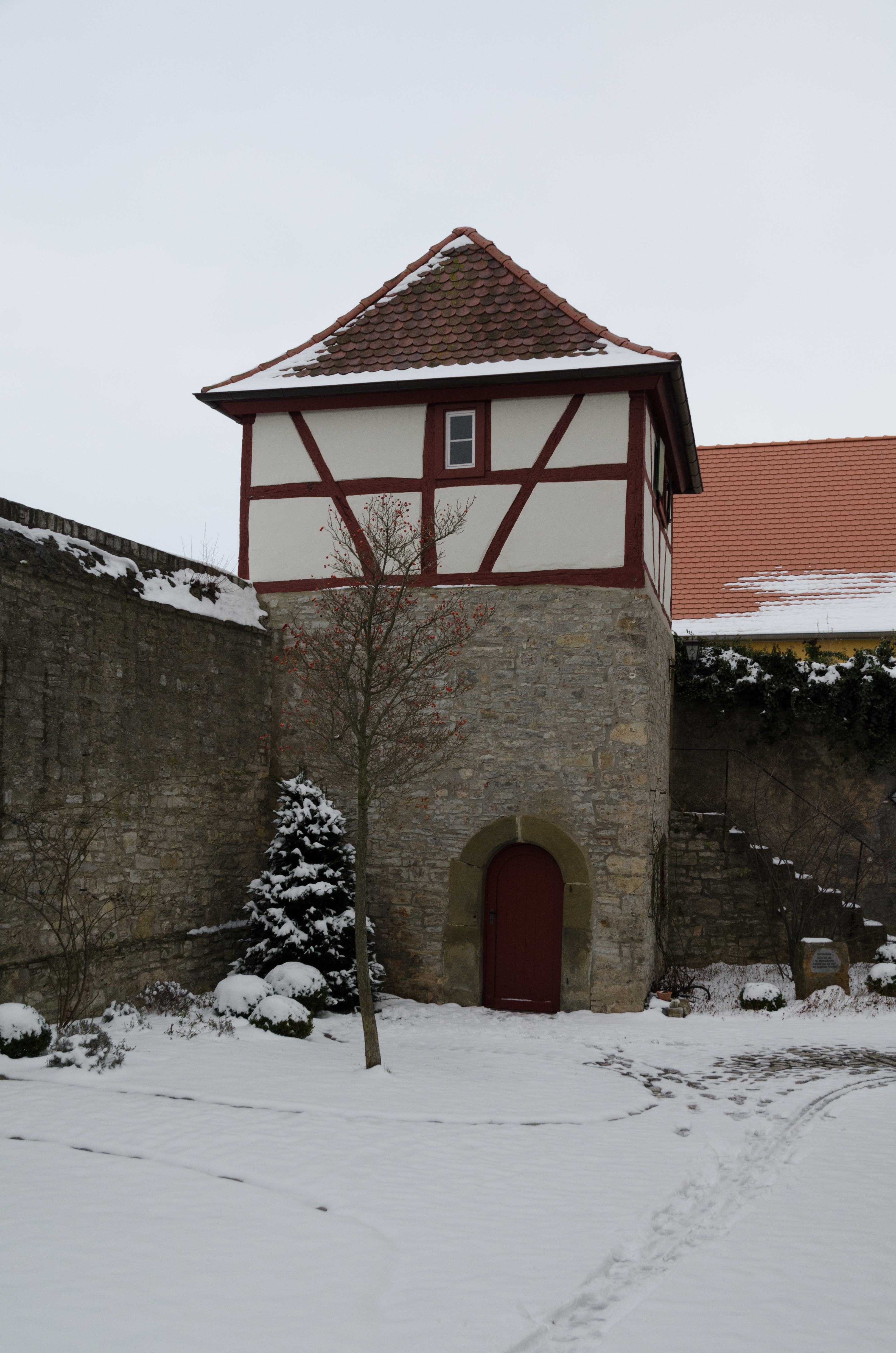
Zierturm „Salettchen“

Die die Kirche umgebende Kirchenburg diente als Teil der Ortsbefestigung von Segnitz. Sie umfasst ein etwa 30 × 22 Meter großes ummauertes Areal. Die Kirche ist an drei Seiten von einer Befestigungsmauer umgeben. In zwei Ecken steht ein Turm. Der Gemeindeknechts- oder Gefängnisturm in der Nordostecke ist ein Rundturm. Ein viereckiger Turm in der Südostecke wurde im 18. Jahrhundert zu einem dreigeschossigen Zierturm umgebaut, dem sogenannten „Salettchen“. Von den ehemaligen Kirchengaden sind teilweise die Fundamente erhalten. Das Bayerische Landesamt für Denkmalpflege ordnet die Kirche samt Kirchenburg als Baudenkmal ein, untertägige Reste von Vorgängerbauten sind als Bodendenkmal geführt.